# As it ever was
As it ever was is het vijfde album van de Gentse band Absynthe Minded. Het werd uitgebracht in 2012 via [PIAS], geproduceerd door de Canadese producer Adam Samuels. Het album stond een week op #1 in de Ultratop 200 Albums.

## Tracklist
Alle teksten zijn geschreven door Bert Ostyn. 
| Nr. | Titel                 | Duur |
| --- | --------------------- | ---- |
| 1.  | Space                 | 4:04 |
| 2.  | End of the line       | 3:50 |
| 3.  | As it ever was        | 4:28 |
| 4.  | How short a time      | 3:46 |
| 5.  | Fighting against time | 3:08 |
| 6.  | Little rascal         | 3:17 |
| 7.  | Only skin deep        | 3:04 |
| 8.  | 24/7                  | 4:18 |
| 9.  | You will be mine      | 2:50 |
| 10. | Picture in a frame    | 4:29 |
| 11. | Crosses               | 3:34 |
| 12. | Get around            | 3:31 |

## Personeel

### Bezetting
- Sergej Van Bouwel (bas)
- Jakob Nachtergaele (drums)
- Bert Ostyn (gitaar, zang)
- Jan Duthoy (piano)
- Renaud Ghilbert (viool)